# ایزبیچانگ
ایزبیچانگ (به صربی: Izbičanj) یک منطقهٔ مسکونی در صربستان است که در پریژپولجه واقع شده‌است. ایزبیچانگ ۴۶ نفر جمعیت دارد.